# Referéndum constitucional de Bielorrusia de 2022
El referéndum constitucional de Bielorrusia de 2022 se llevó a cabo el 27 de febrero de ese año.

## Antecedentes
En enero de 2021, el presidente Aleksandr Lukashenko anunció que se prepararía un nuevo proyecto de constitución para finales de 2021.

## Cambios propuestos
El 27 de diciembre de 2021 se publicaron los cambios propuestos.
Los analistas políticos sugirieron que la legitimación de la Asamblea Popular de Bielorrusia (previamente creada por Lukashenko, pero sin poderes constitucionales), que se convertiría en un importante órgano de gobierno, es el principal cambio en la Constitución. Asimismo, varios analistas aseguraron que Lukashenko podría convertirse en jefe de la Asamblea Popular de Bielorrusia y presidente simultáneamente, o podría unirse al organismo después de su presidencia para tener influencia sobre sus sucesores. Las enmiendas devolvieron la limitación de dos mandatos para presidente (cancelada por Lukashenko en 2004), pero estos límites comenzarían solo después del referéndum, lo que probablemente le permitiría a Lukashenko gobernar hasta 2035. Otra innovación señalada por los analistas políticos es una prohibición constitucional de castigar al presidente por sus acciones realizadas en el cargo y membresía permanente de cualquier expresidente en el Consejo de la República.
Otros cambios incluyen la definición del matrimonio como la unión entre un hombre y una mujer. El presidente debe ser un ciudadano de Bielorrusia que haya vivido en el país durante al menos 20 años (en lugar de 10 años). Las personas que hayan tenido, o tengan, doble ciudadanía o permisos de residencia en países extranjeros estarían descalificados para postularse para el cargo. Se sugirió que la propaganda bielorrusa presentaría varios cambios menores como «democráticos». Se supone que la reforma constitucional de Rusia en 2020 sería la posible fuente de inspiración de los cambios constitucionales bielorrusos. Se cree que otra posible fuente de inspiración sea Kazajistán.
El 20 de enero de 2022 se publicó la edición final de cambios con algunos cambios menores realizados en comparación con la versión preliminar. Según Valer Karbalevich, el único cambio digno de mención fue en el artículo 4: la «ideología del estado bielorruso», la cual fue proclamada como la base de la democracia en Bielorrusia (el texto original citaba una pluralidad de ideologías como base).

## Referéndum

### Organización
El 26 de enero de 2022, casi 1800 personas se registraron como miembros de las comisiones electorales sin representantes de partidos de oposición (se presentaron 20 solicitudes de 3 partidos, otros partidos se negaron a participar). Las asociaciones mejor representadas fueron organizaciones no políticas pro-Lukashenko: Federación de Sindicatos de Bielorrusia (321 miembros), Belaya Rus (150 miembros), Unión Femenina de Bielorrusia (136 miembros), BRSM Unión Republicana Juvenil de Bielorrusia (125 miembros).
La votación preliminar se llevará a cabo del 22 al 26 de febrero.

### Pregunta
«¿Acepta las enmiendas y adiciones a la Constitución de la República de Bielorrusia?».

### Resultados
| Pregunta                                                                            | Electores registrados | Participación | Sí        | Sí    | No      | No    | Inválidos/En blanco | Total     | Resultado |
| Pregunta                                                                            | Electores registrados | Participación | Votos     | %     | Votos   | %     | Inválidos/En blanco | Total     | Resultado |
| ----------------------------------------------------------------------------------- | --------------------- | ------------- | --------- | ----- | ------- | ----- | ------------------- | --------- | --------- |
| ¿Acepta las enmiendas y adiciones a la Constitución de la República de Bielorrusia? | 6.815.826             | 78.63%        | 3.492.028 | 65.16 | 539.667 | 10.07 | 1.327.464           | 5.359.159 | Aprobado  |
| Fuente:                                                                             |                       |               |           |       |         |       |                     |           |           |

## Críticas
El gobierno organizó una discusión pública para los cambios constitucionales, sin embargo, solo duró tres semanas que estuvieron llenas de días festivos (Año Nuevo, Navidad Ortodoxa y Año Nuevo Viejo). Al menos dos personas fueron arrestadas durante estas discusiones: un jubilado fue arrestado después de escribir una carta a un periódico local, y otro hombre fue arrestado después de que sugirió prohibir a las personas calvas y con bigote (alusión a Lukashenko) participar en las elecciones. Al primero se le habría imputado el artículo 130 del Código Penal («Incitación al odio o la discordia racial, nacional, religiosa o social», hasta 5 años de prisión), y al segundo — del artículo 368 («Insulto al presidente», hasta 4 años de prisión). El politólogo bielorruso Valer Karbalevich calificó la discusión dirigida por el gobierno sobre el proyecto como una profanación.
La oposición bielorrusa criticó duramente los cambios propuestos. Anatoly Lebedko afirmó que la reforma constitucional es debido al desprecio por la Constitución como tal. Hizo hincapié en que Bielorrusia seguiría siendo la república «superpresidencial» con una «construcción de tres pisos» formal (dos cámaras del parlamento y la Asamblea Popular de Bielorrusia). Creía que uno de los principales destinatarios de la nueva constitución es el presidente ruso, Vladímir Putin. El analista político Andrey Yahorau asumió que los cambios formales en la configuración de la política serán cruciales durante el «tránsito del poder». También sugirió que la nueva Constitución puede facilitar la lenta anexión de Bielorrusia por parte de Rusia.
Svetlana Tijanóvskaya, Pavel Latushko y varias otras figuras de la oposición pidieron un boicot activo del referéndum estropeando deliberadamente las papeletas.